# Ali Keda
Ali Abdulrahman Keda (علي عبد الرحمن كده; 1973) es un político e ingeniero sirio que se desempeñó como cuarto primer ministro del Gobierno de Salvación Sirio de 2019 a 2024.

## Biografía
Nació en Harbanoush, un pueblo de la gobernación de Idlib, en 1973. Obtuvo títulos en ingeniería eléctrica de la Universidad de Alepo y en ingeniería militar de una academia militar estatal. Luego se incorporó al ejército sirio, sirviendo como técnico en la base aérea militar de al-Nayrab en la gobernación de Alepo y siendo ascendido al rango de teniente coronel. En marzo de 2011, al comienzo de la guerra civil siria, desertó del ejército antes de reincorporarse seis meses después. Fue arrestado y desertó nuevamente en 2012 después de su liberación.

## Carrera política
Inicialmente trabajó con los consejos locales. Bajo la administración de Fawwaz Hilal, formada en noviembre de 2018, se desempeñó como Viceministro del Interior para Asuntos Administrativos y Relaciones Públicas. Tras la dimisión del gabinete de Hilal al término de su mandato de un año, Recibió treinta días para presentar un nuevo gobierno al Consejo General de la Shura. El 18 de noviembre de 2019, el gobierno de Keda fue aprobado por el Consejo General de la Shura y él fue elegido primer ministro, obteniendo el 65% de los votos. Poco después de su nombramiento, se comprometió a abordar el aumento del número de desplazados internos en Idlib.
El 1 de diciembre de 2020, fue reelegido como primer ministro por el Consejo General de la Shura, obteniendo el 81% de los votos. La votación fue criticada por activistas de la oposición que compararon su nombramiento con el del primer ministro sirio Hussein Arnous.